# Kippure
Kippure (irsky Cipiúr) je hora v Irsku. Nachází se v pohoří Wicklow Mountains asi 20 km jižně od centra Dublinu. Dosahuje nadmořské výšky 757 m a je nejvyšším vrcholem Dublinského hrabství.
Hora je tvořena žulou a na jejích svazích pramení řeka Liffey. V okolí se nacházejí četná rašeliniště. Přes sedlo Sally Gap vede stará vojenská silnice spojující Dublin s jihem ostrova. V roce 1961 byl na vrcholu Kippure postaven rozhlasový a televizní vysílač pro hlavní město, vysoký 127 metrů.
Hora leží na území národního parku Wicklow Mountains a je oblíbeným cílem výletů. Byl zde otevřen turistický areál, kde je možno provozovat různé sportovní aktivity a pořádat školní a firemní akce.
Kippure je 32. nejvyšší horou v Irsku. Je také zapsáno na seznamu Hewitts pro hory vyšší než dva tisíce stop a na seznamu Marilyns pro hory s prominencí přesahující 150 metrů.